# Юдин, Николай Павлович
Николай Павлович Юдин (1938—2014) — российский политик, 1-й Глава администрации Орловской области (5 декабря 1991 — 11 мая 1993), Полномочный представитель Президента в Орловской области (5 июля 1993 — 8 ноября 1994).

## Биография
Был членом КПСС до 19 августа 1991 года. Н. П. Юдин занимал должности главы администрации Мценского района Орловской области, затем работал директором музея  Спасское-Лутовиново, потом — директором Мценского агротехнического ПТУ.
5 декабря 1991 года Н. П. Юдин был назначен главой администрации Орловской области указом Президента Б.Н. Ельцина. Однако он не получил поддержки со стороны Орловского областного Совета народных депутатов и оставался исполняющим обязанности на один год.
В апреле 1993 года состоялись выборы руководителя Орловской области, на которых победу одержал Егор Семёнович Строев. 11 мая 1993 года указом Б. Н. Ельцина Юдин был освобожден от исполнения обязанностей главы администрации Орловской области в связи с истечением срока полномочий. Новым главой администрации Орловской области стал Строев.
С июля 1993 по ноябрь 1994 года Николай Павлович Юдин занимал должность Полномочного представителя Президента РФ в Орловской области. В декабре 1995 года участвовал в выборах в Государственную Думу РФ по Орловской области, заняв третье место. В дальнейшем не играл существенной роли в общественно-политической жизни Орловской области.